# Flor de maguey
La flor de maguey (Agave spp.), también llamada gualumbo, hualumbo (del otomí, ‘uadombo; ‘uada «maguey», don «ﬂor» y bo «quiote»), quiote o jiote es un producto típico de la gastronomía mexicana, principalmente del centro el país. Por su difícil disponibilidad, se considera un manjar. Se consume cerrada, cuando todavía no ha florecido, puesto que ya maduras amargan.

## Características
La planta del maguey o agave (metl en náhuatl) es uno de los vegetales más apreciados de la cocina de este país. De él se aprovechan la fibra, la savia, las flores, el quiote (el tallo) e incluso los hongos y gusanos que viven en él. Existen 159 especies de maguey en México, aunque las más importantes son Agave americana, A. atrovirens, A. mapisaga y A. salmiana.
La planta florece una vez que madura, entre los 7 y los 15 años de edad. De su centro brota el enorme quiote, que puede alcanzar hasta los 10 m. El maguey sólo florece una vez en toda su vida. Tras ello, muere.
Las flores del maguey son de color amarillo verdoso, de aspecto alargado (~10 cm). Cada flor posee 6 pétalos y en su interior, 3 pistilos con semillas aplanadas.

## Producción

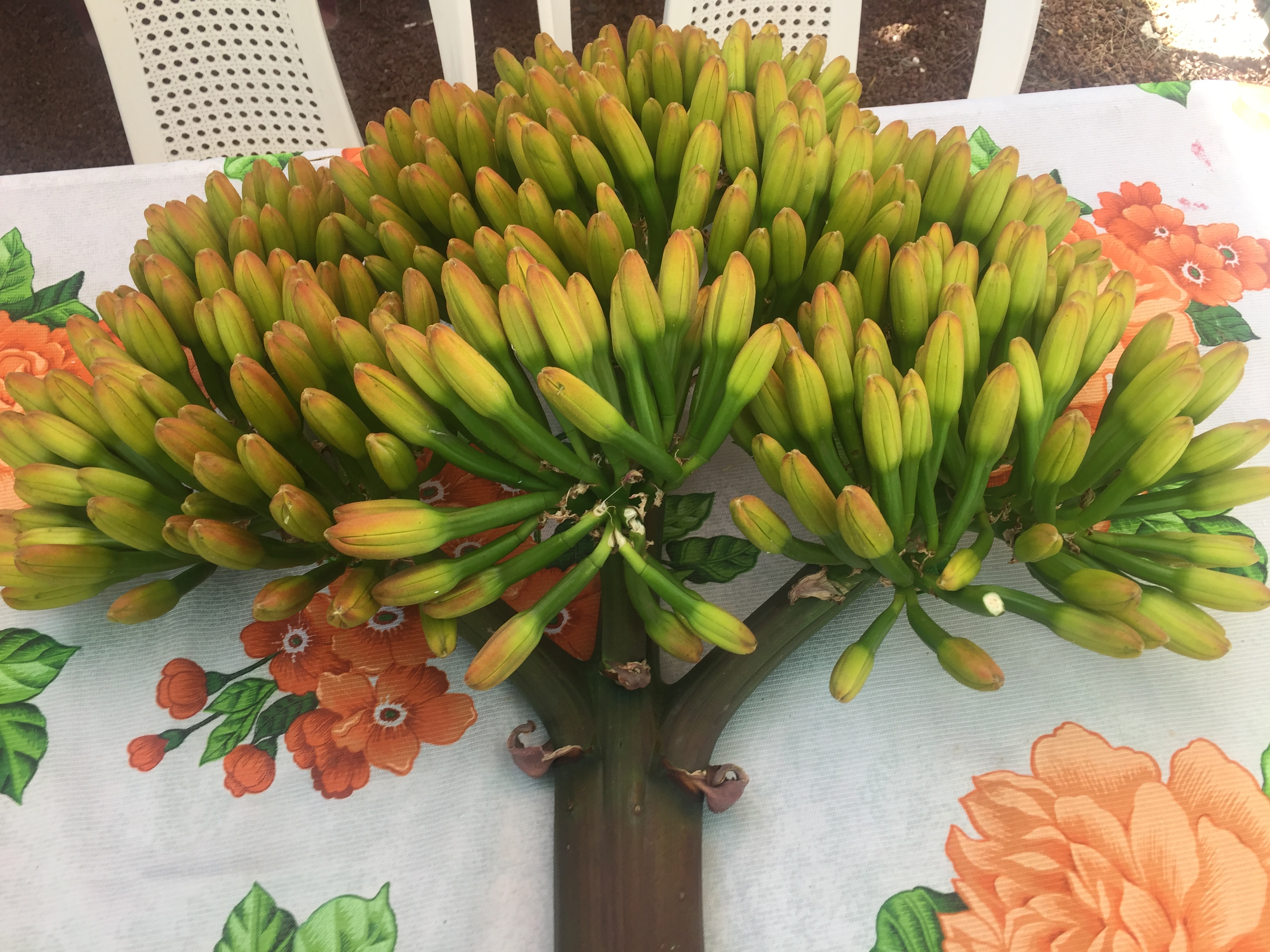
Manojo de quiotes, jiotes o gualumbos (flores de maguey).

Para extraerle las flores al maguey, no es necesario derribar el quiote, se puede usar una escalera alta. El maguey solo florece una vez en su vida, esto quiere decir que le estamos frustrando la única oportunidad que le ofrece la naturaleza para procrear y continuar su especie. Por ello, los indígenas no les extraen todas las flores, como acto de respeto hacia el vegetal que nos alimenta. En este proceso, es importante dañar lo menos posible al vegetal.
El gualumbo se come en los estados del centro del país, particularmente Estado de México, Hidalgo, Nayarit, Morelos, Puebla y Tlaxcala. Encontrar flores de maguey no es tarea fácil. Aunque generalmente se venden en manojos frescos en los mercados locales, la mayoría de flores que se cosechan son para el autoconsumo. También se pueden encontrar enlatados en salmuera en tiendas tipo gourmet.

## Uso culinario

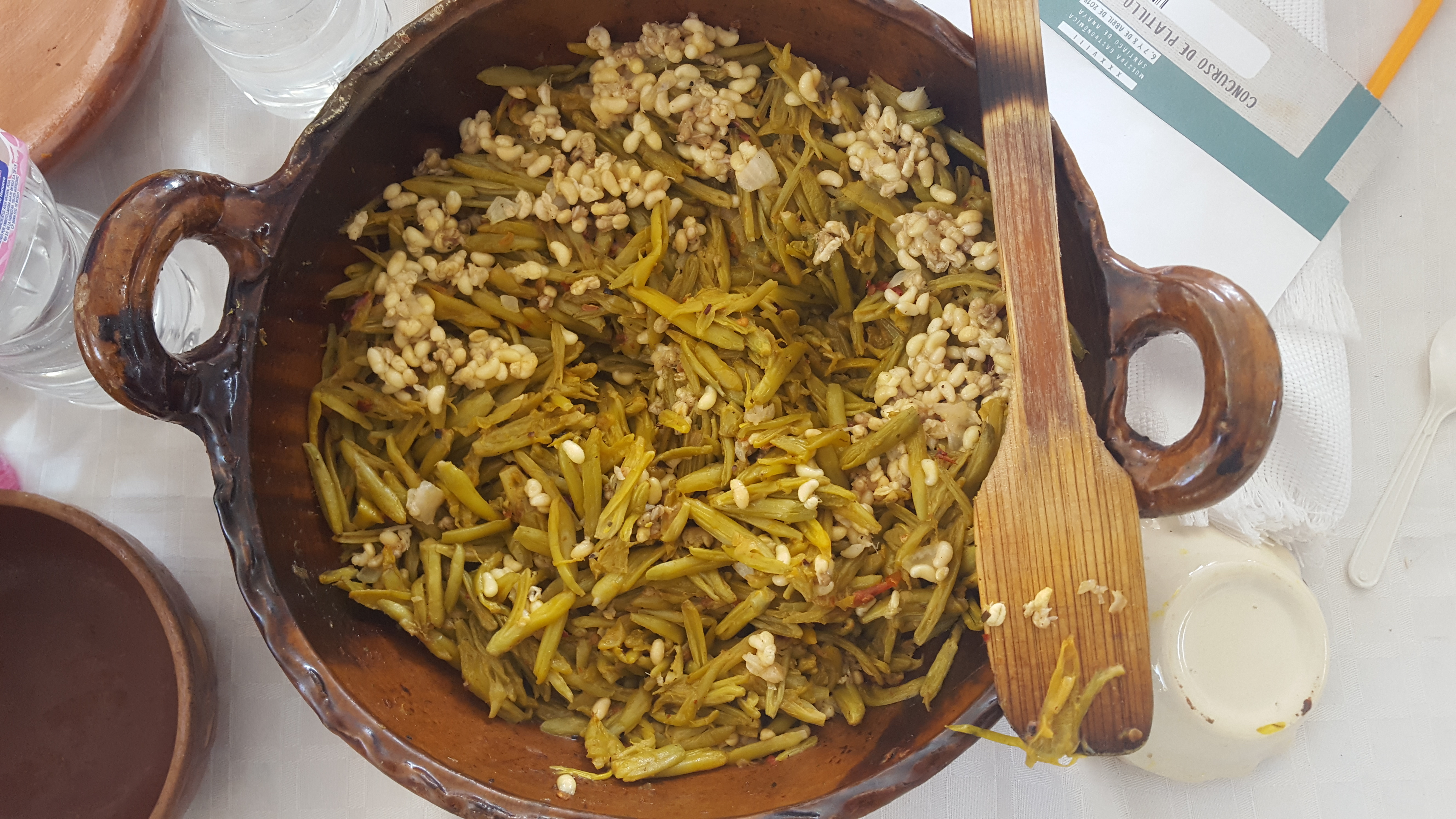
Guiso de gualumbos y escamoles.

Tanto el quiote como la flor son comestibles, debido a su sabor amargo, se recomienda desflemar las flores hirviéndolas en agua con sal, pero antes, hay que quitarles los tallos y pistilos, ya que estos amargarían el guiso y son muy duros para comer, y se come sólo el pétalo. Se considera una tarea laboriosa, por lo que se debe disponer de tiempo. El sabor del gualumbo se ha querido relacionar con el sabor de la carne de pollo, y se considera un sustituto de la carne.
Los gualumbos son un producto culinario muy versátil. Se preparan tatemados, fritos con cebolla y chile, guisados con carnitas, capeados, en mixiote, rellenos de queso fresco, revueltas con huevo o en tortitas, bañadas en salsa verde o a la mexicana.
En guiso, se puede combinar con otros vegetales (jitomate, cebolla, ajo), y con carnitas, longaniza... El guiso se cuece tapado para que se mantenga jugoso, removiéndose cada cierto tiempo. Se verá que ya está cocinado cuando cambien de color a un verde oscuro como el nopal cocido, y desprenderán un característico y delicioso aroma.
Es tradicional comer gualumbo durante la cuaresma cristiana, ya que coincide con la etapa de florecimiento.

## Alimento para otras especies
El néctar de las flores de maguey sirve de alimento para las especies migratorias de murciélago. Por ello es importante no solo recolectar flores de maguey, sino sembrar nuevas plantas, para evitar poner en peligro el ciclo de vida alimentario de estos seres.